# اخلاق ارسطویی

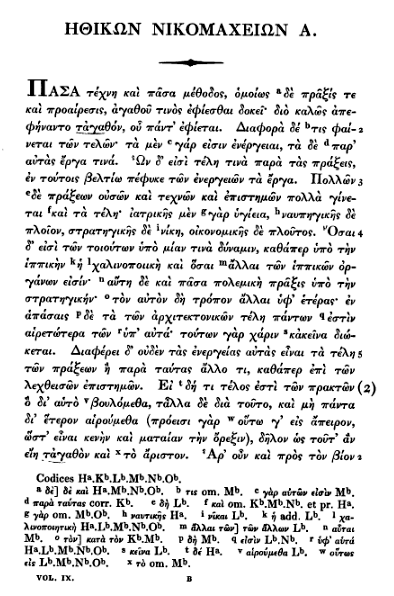
علم اخلاق

اخلاق به عنوان موضوعی مستقل ابتدا در آثار ارسطو مورد توجه قرار گرفت. اخلاق ارسطویی عمدتاً به فضیلت یا داشتن رفتار یا عادات خوب و مناسب می‌پردازد. هدف دستیابی به فضیلت هم، شاد زیستن است. در واقع، اخلاق همان مطالعه نظام‌مند نحوه زیست به بهترین صورت است.